# تد کرسون
تد کرسون ((به انگلیسی: Ted Curson)؛ زاده ۱۹۳۵-درگذشته ۲۰۱۲) نوازنده ترومپت سبک جاز آمریکایی بود. شهرت ویژه او بیشتر به دلیل همکاری با چارلز مینگس است. وی بین سال‌های ۱۹۵۵ تا ۲۰۱۲ میلادی فعالیت می‌کرد.